# Ejgayehu Taye
Ejgayehu Taye (en amárico: እጅግአየሁ ታዬ, 10 de febrero de 2000) es una deportista etíope que compite en atletismo, especialista en las carreras de mediofondo y fondo.
Ganó una medalla de bronce en el Campeonato Mundial de Atletismo de 2023, una medalla de bronce en el Campeonato Mundial de Atletismo en Pista Cubierta de 2022 y una medalla de bronce en el Campeonato Mundial de Atletismo en Ruta de 2023.
Participó en los Juegos Olímpicos de Tokio 2020, ocupando el quinto lugar en la prueba de 5000 m.

## Palmarés internacional
| Campeonato Mundial                   | Campeonato Mundial | Campeonato Mundial | Campeonato Mundial |
| Año                                  | Lugar              | Medalla            | Prueba             |
| ------------------------------------ | ------------------ | ------------------ | ------------------ |
| 2023                                 | Budapest (Hungría) | Medalla de bronce  | 10 000 m           |
| Campeonato Mundial en Pista Cubierta |                    |                    |                    |
| Año                                  | Lugar              | Medalla            | Prueba             |
| 2022                                 | Belgrado (Serbia)  | Medalla de bronce  | 3000 m             |
| Campeonato Mundial en Ruta           |                    |                    |                    |
| Año                                  | Lugar              | Medalla            | Prueba             |
| 2023                                 | Riga (Letonia)     | Medalla de bronce  | 5 km               |